# Abdul Alhazred
Abdul Alhazred (Yemen, VIII secolo – Damasco, VIII secolo) è un personaggio fittizio nato dalla penna di Howard Phillips Lovecraft.
Alhazred è il mago autore del Necronomicon, ed è soprannominato da H. P. Lovecraft (vero autore del Necronomicon) l'arabo pazzo. Viene citato per la prima volta nel racconto La città senza nome del 1921, dove tuttavia non viene ancora indicato come l'autore del Necronomicon. Il legame fra l'Arabo Pazzo e il grimorio verrà rivelato da Lovecraft solo nel racconto Il cane del 1922.
Lovecraft attribuisce ad Abdul Alhazred il famigerato «distico Inesplicabile»:
(Howard Phillips Lovecraft, La città senza nome)

## Pseudo-biografia

### Secondo Lovecraft
Secondo le informazioni fornite da Lovecraft stesso nella sua Storia del Necronomicon (scritta nel 1927, pubblicata postuma nel 1938), Abdul Alhazred, demonologo e poeta pazzo, nasce a Ṣanʿāʾ, in Yemen, al tempo dei califfi omayyadi, all'incirca nell'VIII secolo della nostra era. 
Alhazred non segue la religione islamica, ma in seguito agli anni passati nel deserto adorerà strani dèi dai nomi inquietanti, come Yog-Sothoth e Cthulhu.
Esplora le rovine di Babilonia e i cunicoli nascosti di Menfi. Vive per dieci anni isolato nel deserto del Rub' al-Khali (detto "il Quarto Vuoto" dagli antichi arabi), circondato da spiriti malvagi, i jinn. Durante queste peregrinazioni Alhazred afferma d'aver visitato Iram (Iram dhāt al-ʿImād, "Iram dalle Mille Colonne") e di aver scoperto fra le rovine di un villaggio innominabile le prove dell'esistenza di una razza pre-umana, di cui apprende i segreti, le cronache e il culto.
In vecchiaia si stabilisce a Damasco, dove compone l'Al Azif (che in arabo indica i suoni notturni causati dagli insetti ma attribuiti alle voci dei demoni, o secondo il noto scrittore di science fiction Sprague de Camp, "L'Ululato dei Demoni"), più tardi noto come Necronomicon. Coloro che maneggiano questo volume sembrano destinati a una tragica sorte, cui non sfuggì neanche l'autore, che è divorato da una creatura invisibile alla piena luce del giorno nel 738, secondo il noto biografo del XII secolo, Ibn Khallikān, "venne afferrato in pieno giorno da un mostro invisibile e divorato orribilmente davanti a un gran numero di persone pietrificate dal terrore".

### Secondo Derleth
August Derleth modificò la biografia dell'arabo pazzo fissandone la morte al 731 e fornendolo anche di un sepolcro (visitabile). Secondo Derleth, Alhazred non sarebbe stato divorato, ma rapito e condotto alla Città Senza Nome. In seguito, avendo rivelato alcuni dei segreti lì appresi, sarebbe stato accecato, la lingua gli sarebbe stata strappata e infine lo avrebbero ucciso e bruciato, come esempio per gli altri.